# Teatr Weimar
Teatr Weimar är en fri teatergrupp med säte i Malmö bildad 2003.
Sedan grundandet har gruppen letts av Jörgen Dahlqvist i samarbete med bland andra Christina Ouzounidis, Fredrik Haller och Johan Bergman. Gruppen hade en mindre scen på S:t Gertrudsgatan i Malmö, men fick lämna lokalen 2011 sedan hyresvärden sagt upp kontraktet. Det finns ingen fast ensemble, men återkommande skådespelare som Linda Ritzén och Pia Örjansdotter har varit viktiga för Teatr Weimars dramatiska experiment.
Teatr Weimars föreställningar är språkliga och rumsliga experiment baserade på antagandet att verkligheten är konstruerad. De verkar sålunda i en poststrukturalistisk tradition med dekonstruktionen som verktyg. Deras mest uppmärksammade föreställning är Christina Ouzounidis Heterofil – en heterosexuell cabaret från 2008, som även sändes i SVT. Teatr Weimar har samarbetat med institutioner som Stockholms stadsteater, Unga Dramaten och Malmö Stadsteater. Gruppen är dessutom starkt kopplad till Teaterhögskolan i Malmö; Ouzounidis är doktorand, Haller är lärare och Dahlqvist är prefekt på skolan.